# Prince Rupert's Tower

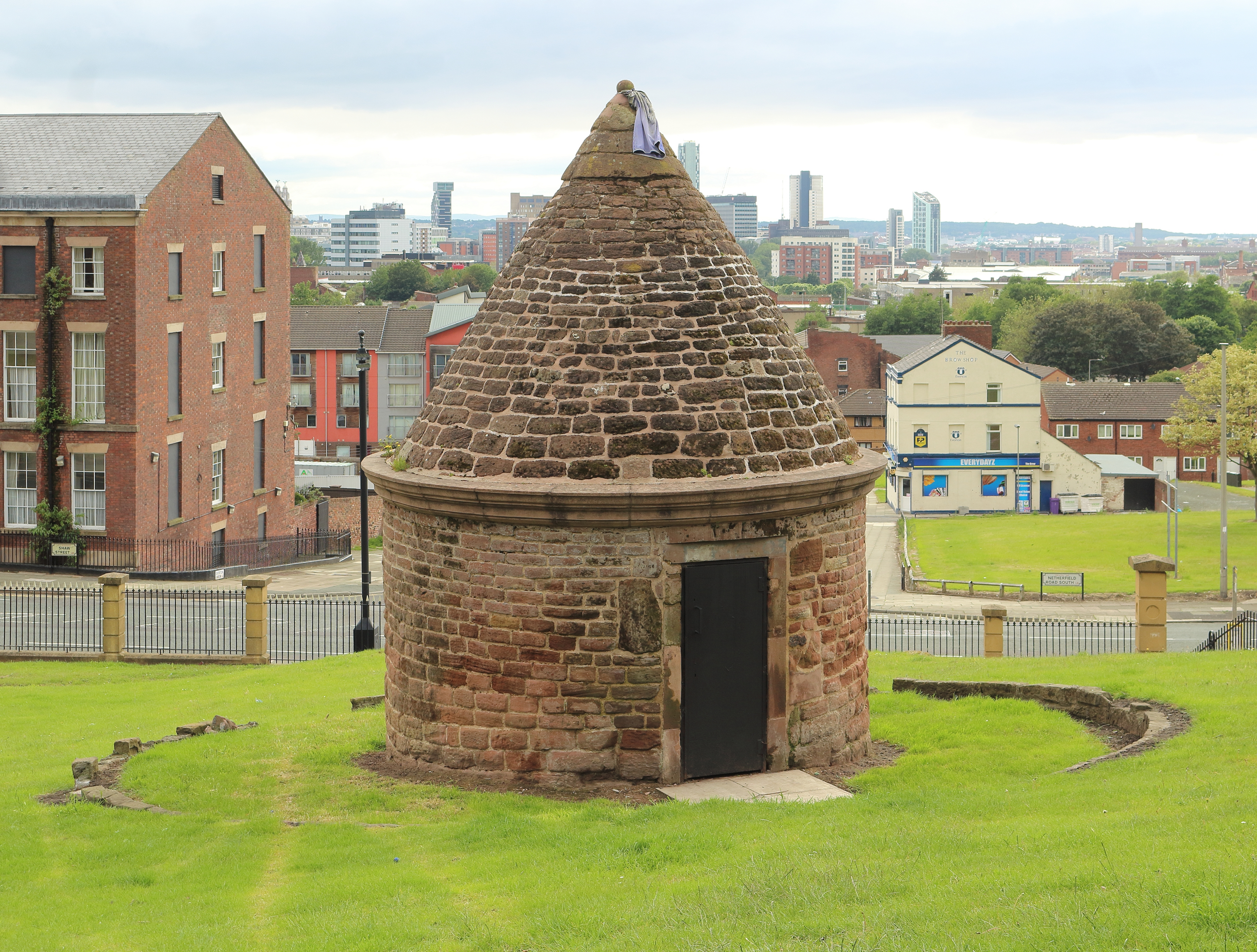
Prince Rupert's Tower.

La Prince Rupert's Tower, ou Roundhouse, est un ancien poste de police ou prison rurale qui se trouve sur Everton Brow, le long de Netherfield Road, Liverpool. Il est utilisé sur le blason de l'équipe de football d'Everton. La tour porte le nom de Rupert du Rhin qui a séjourné dans le village, un siècle plus tôt.
Elle est construite en 1787, et est utilisée pour emprisonner les fauteurs de troubles jusqu'à ce qu'ils puissent être déféré devant le magistrat le lendemain matin.
Une gravure ancienne d'Everton Brow de l'artiste liverpuldien Herdman datant de 1800 montre la petite maison ronde avec un toit conique au milieu de l'enclos à bovin qui avait été construit pour incarcérer pour la nuit des ivrognes et des déviants.
Elle est connue sous les surnoms "Palace Stewbum" ou de "Stone Jug» en son temps. Il y a une exposition au sujet de la tour au Musée de Liverpool.
Utilisé principalement de nos jours par des ouvriers de l'administration pour ranger leurs outils, la tour elle-même est tombée en désuétude récemment mais en mai 1997, le président d'Everton Football Club, Peter Johnson annonce un plan de dépense pour un montant de 15 000 livres sterling pour la rénovation de ce qui est l'un des plus durables symboles du club. Le magasin du club incorpore également la tour à la conception de son imposante façade.
La représentation de la tour sur le blason du club a un peu changé sur la dernière version, la Tour revient à une représentation proche de celle sur le premier blason du club créé par Theo Kelly avec une clôture la traversant en écharpe.
En 2003, une plaque est ajoutée au site qui indique son importance pour Everton Football Club.